# 詹盧卡·羅基
詹盧卡·羅基（義大利語：Gianluca Rocchi，1973年8月25日—），意大利足球球證。
他於2000年起替意丙執法，其後在3年後晉升為意乙的球證。翌年，他開始替意甲執法。在國際賽事方面，他在2008年成為國際足協的國際球證，得以為國際比賽執法。同年5月26日，他出任荷蘭U-19對希臘U-19友誼賽的球證，這是他首場執法的國際性賽事。之後，他為3場2012年歐洲國家盃外圍賽執法，並獲委任為2012年奧運會男子足球賽的球證之一。2018年世界盃，他為葡萄牙對西班牙的分組賽執法，並在比賽中判給葡萄牙一個十二碼。

## 資料來源
1. ↑   (PDF). fifa.com. 29 March 2018  [31 March 2018]. （原始内容 (PDF)存档于2018-03-30）.